# Crying Freeman (film)
Pour les articles homonymes, voir Crying Freeman (homonymie).
Pour plus de détails, voir Fiche technique et Distribution.
Crying Freeman est un film franco-canado-américano-japonais coécrit et réalisé par Christophe Gans, sorti en 1995,. Il s'agit d'une adaptation libre du manga éponyme de Kazuo Koike et Ryôichi Ikegami.
Le film suit la belle Emu O'Hara (Julie Condra), une jeune peintre, qui se retrouve témoin d'un meurtre et sympathise avec le tueur nommé Crying Freeman (Mark Dacascos) qui a la particularité de verser une larme à chaque fois qu'il tue quelqu'un.

## Synopsis
Alors qu'elle est en train de peindre sur les hauteurs de San Francisco, Emu O'Hara, une jeune femme fortunée et orpheline, assiste à l'assassinat d'un gangster japonais par un tueur d'une beauté fascinante. L'assassin, qui verse étrangement une larme après avoir exécuté sa cible, lui confie son nom ("Yo") avant de disparaître. De retour à Vancouver où elle réside depuis la mort tragique de ses parents, Emu, profondément troublée, immortalise sur la toile le portrait de l'inconnu.
Identifiée comme témoin de l'assassinat, la jeune femme devient l'enjeu central de plusieurs forces en présence :
- Une puissante organisation Yakuzas dirigée par Shimazaki, le père du gangster assassiné, qui sait que Yo élimine toute personne capable de l'identifier. Il  souhaite donc utiliser Emu comme appât et venger ainsi son fils.
- L'inspecteur Netah, agent d'interpol et ayant des liens avec les Yakuzas, qui tente de faire le tampon et incite Emu à lui révéler tout ce qu'elle sait sur cet assassin (ce qu'elle refuse).
- Les 108 Dragons, une mystérieuse société secrète dont Yo est l'exécuteur particulier (également désigné sous le nom de "Freeman"), qui exige de lui qu'il élimine effectivement Emu pour protéger son identité.

Convoquée au Palais de Justice par l'inspecteur Netah, Emu croise à nouveau le mystérieux tueur, après que celui-ci a abattu Shimazaki en pleine rue avant de s'enfuir en voiture. Consciente que le Freeman va devoir l'éliminer, Emu l'attend dans sa maison mais le tueur tombe sous le charme de la jeune femme et devient son amant. Blessée dans l'affrontement entre des Yakuzas venus la kidnapper et le Freeman qui la protège, elle est hospitalisée et placée sous la garde de l'inspecteur Netah. Elle parvient cependant à s'enfuir et à rejoindre le Freeman au Japon, qui s'est arrangé pour qu'elle le retrouve.
Yo lui raconte alors comment il est devenu assassin contre son gré, en s'étant trouvé par hasard mêlé à un conflit entre les Yakuzas et les 108 dragons. Envoûté par l'étrange dirigeante "sorcière" de cette seconde organisation, il a perdu son libre arbitre et se trouve désormais contraint d'obéir aux ordres (n'étant ainsi aucunement un "free-man"). Emu lui démontre cependant qu'il peut échapper à cet envoûtement, comme il l'a déjà fait en l'épargnant.
Malheureusement, une nouvelle apportée par "Koh" (le "guide" de Yo) suspend ce projet d'affranchissement : une agression contre le peuple chinois perpétrée par les Yakuzas, qui réclament la tête du Freeman, impose encore une fois à Yo d'intervenir en tant que tel afin d'abattre Ryuji Hanada (le successeur de Shimazaki).
Yo, aidé de "Koh", parvient à éliminer Ryudji aux funérailles de Shimazaki. Revenu sur son île auprès d'Emu, il doit finalement affronter l'épouse de Ryuji venue réclamer vengeance, secondée par Netah (devenu son amant) et le reste des hommes du clan Yakuza.
L'histoire se termine par cet affrontement, par lequel Yo mettra un terme à la querelle entre les Yakuzas et les 108 Dragons, et s'affranchira définitivement de l'emprise de ces derniers en s'enfuyant avec Emu, devenant ainsi cette fois réellement un "homme libre" (Freeman).

## Fiche technique
Sauf indication contraire, les informations mentionnées dans cette section peuvent être confirmées par la base de données cinématographiques IMDb,  présente dans la section « Liens externes ».
- Titre : Crying Freeman
- Réalisation : Christophe Gans
- Scénario : Christophe Gans, Thierry Cazals, Roger Avary, avec la participation non créditée de Laurie Finstad-Knizhnik, d'après le manga de Kazuo Koike et Ryôichi Ikegami
- Direction artistique : Rex Raglan
- Décors : Alex McDowell
- Costumes : Toni Burroughs-Rutter
- Son : Cal Shumiatcher
- Photographie : Thomas Burstyn
- Montage :  Christopher Roth, David Wu
- Musique : Patrick O'Hearn
- Production : Samuel Hadida, Brian Yuzna
- Sociétés de production : Universal Pictures,August Entertainment, Crying Freeman Productions, Davis-Films, Fuji Television Network, Ozla Pictures, Toei Video Company, Tohokushinsha Film, Yuzna Films
- Sociétés de distribution : Ozla Pictures, Metropolitan Filmexport, Toei Company
- Budget de production : 5 000 000 €
- Pays de production :  Canada,  États-Unis,  France,  Japon
- Langues originales : anglais, japonais, mandarin
- Format : couleurs - 2,35:1 - DTS / Dolby Digital / SDDS - 35 mm
- Genre :Action, film de gangsters et thriller
- Durée : 102 minutes
- Dates de sortie : 
  - France : 24 avril 1996
  - Canada : 14 septembre 1995 (Festival international du film de Toronto)
- Film interdit aux moins de 12 ans lors de sa sortie en salles[Où ?]

## Distribution
- Mark Dacascos (VF : Jean-Philippe Puymartin) : Yo Hinomura / Freeman
- Julie Condra (VF : Déborah Perret) : Emu O'Hara
- Byron Mann (VF : Pascal Renwick) : Koh
- Tchéky Karyo (VF : lui-même) : l'inspecteur Netah
- Masaya Kato (VF : Robert Guilmard) : Ryuji « The Blade » Hanada
- Yōko Shimada (VF : Yumi Fujimori) : Lady Kimie Hanada
- Rae Dawn Chong (VF : Sophie Le Panse) : l'inspecteur Forge
- Makoto Iwamatsu (VF : Roger Crouzet) : Shido Shimazaki
- Kevan Ohtsji : Takeshi Shimazaki

## Différences entre l'animé et le film
Malgré quelques différences notables avec l'animé (la personne qui capture et tatoue Yo est une femme dans le film et un homme dans l'animé), on ne peut que saluer la performance de Christophe Gans qui est resté très fidèle au 1er épisode de l'animé.
On notera aussi que pour la plupart des premiers rôles (Yo, Emu O'Hara, Koh), le doublage français est assuré par les mêmes comédiens à la fois dans le film et dans l'animé, à l'exception de Tcheky Karyo qui est remplacé par Bernard-Pierre Donnadieu dans l'OAV.
- Dans le film, Emu Hino se nomme désormais Emu O'Hara et est américaine au lieu d'être japonaise.
- La rencontre entre Emu et Yô se déroule à San Francisco dans le film et non à Hong Kong. De même que les cibles chinoises du Freeman ont été remplacées par des japonais.
- La première partie du film se déroule à San Francisco au lieu de Tokyo.
- Koh meurt dans le film alors qu'il devait mourir dans le deuxième épisode de l'animé.
- Si dans le film, l'inspecteur Nitta (devenu Netah) et Lady Hanada meurent à la fin, dans l'animé, ils survivent, épargnés par le Freeman. Toutefois, l'inspecteur Nitta meurt dans le quatrième épisode de l'animé.